# Brita Palmstierna-von Post
Brita Margaretha Palmstierna-von Post, född 15 augusti 1905 på Skenäs, Västra Vingåkers socken, Södermanlands län, död 4 april 1984 i Lausanne, Schweiz, var en svensk miniatyrmålare och tecknare.

## Biografi
Brita Palmstierna-von Post var dotter till hovstallmästaren, friherre Nils Otto Magnus Palmstierna och grevinnan Märtha Augusta Eleonora Margaretha Bonde. Hon gifte sig 1938 med ambassadören Eric von Post och är faster till Atta Palmstierna. Palmstierna-von Post studerade miniatyrmåleri för Minna Cederström och för Gabrielle Debillemont-Chardon i Paris. Hennes miniatyrmåleri består av porträtt i en teknik som påminner om akvarellmålning. I början av 1940-talet började hon utföra skisser i kol och blyerts. Makarna von Post är begravda på Kärrbo gamla kyrkogård.